# Шумний день
«Шумний день» — радянський чорно-білий художній фільм 1960 року, знятий спільно режисерами Георгієм Натансоном і Анатолієм Ефросом на кіностудії «Мосфільм» за мотивами комедії Віктора Розова «У пошуках радості» (вперше твір було опубліковано в журналі «Театр» 1957 році). Проблематика фільму: оніоманія в радянському суспільстві, конфлікти між поколіннями і всередині молодої сім'ї. За перші два місяці прокату фільм подивилося 18 мільйонів глядачів.

## Сюжет
Один день з життя радянської сім'ї. У старій московській квартирі живе Клавдія Василівна Савіна (Валентина Сперантова). У неї четверо дітей, всі живуть з нею. Старший Федір (Геннадій Пєчніков) — хімік, кандидат наук, недавно одружився; його дружину звуть Олена (Лілія Толмачова). Дочка Тетяна (Тетяна Надєждіна) — їй дев'ятнадцять років — вчиться в інституті. Вісімнадцятирічний Микола (Володимир Землянікін) працює в ремонтних майстернях. Молодшому — Олегу (Олег Табаков) — п'ятнадцять.
Вранці Олена поспішає на розпродаж чеських сервантів. Їм скоро повинні дати окрему квартиру, і тому Олена цілими днями простоює в чергах за ними. Велика центральна кімната, де за столом збирається родина, вся заставлена вже купленими меблями. Меблі закриті чохлами та ганчірками, і до неї ніхто не торкається, тому що Олена боїться що-небудь зіпсувати. Вона розмовляє з чоловіком тільки про меблі і про гроші, не перестаючи його «точити».
До Савіних заходять Іван Микитович Лапшин (Євген Перов) і його син Гена (Лев Круглий). Вони не один рік приїжджають в Москву до брата Івана Микитовича, який Савіним — сусід. Гена закоханий в Таню і соромиться свого батька, який вважає за краще зайняти в іншого, ніж витратити своє. Іван Микитович намагається одружити сина і для цього купив йому акордеон, тому що з інструментом «повага буде». Він вважає, що молодь росте занадто розумна, багато стала міркувати. За сніданком він сміється над сином, при всіх розповідаючи про нього різні смішні і безглузді подробиці. Олег співчуває Гені і, коли Лапшин намагається повчати і його, вибухає і робить Лапшину зауваження. Той ображається і йде.
До Федора заходить Леонід Павлович. Йому 32 роки, він аспірант, добре заробляє, батьки зараз в Китаї. Леонід доглядає за Танею. Гена, побачивши його, хоче піти, але Олег зупиняє його, щоб той подивився на рибок в акваріумі. Відходячи від нього, Олег зачіпає пляшечку з чорнилом, що стоїть на новому письмовому столі, купленому Оленою, і перекидає його. Чорнило заливає стіл. Олег в жаху. Вони з Геною марно намагаються витерти калюжу. Гена збирається брати провину на себе, але Олег не погоджується: повинна ж Олена зрозуміти, що він зробив це ненавмисно.
Олена привозить сервант. Вона милується річчю і розповідає, що вона через нього пережила. Олег намагається заговорити з нею, але вона відмахується, заводить розмову з Танею про Леоніда, вмовляє її вийти за нього заміж, тому що він — блискуча партія. Олегу нарешті вдається все розповісти. Перед цим він бере з Олени слово, що та не буде його лаяти. Але Олена лається і обзиває Олега, а дізнавшись, що це сталося через риб, бере акваріум і жбурляє його у вікно. Олег, плачучи, зриває чохли з меблів, бере шашку свого покійного батька, починає рубати речі і тікає. Гена і Коля кидаються за ним. Олена, як божевільна, метається від речі до речі. Частину речей виносять. Олені стає погано. Клавдія Василівна турбується, що Олег втік з дому.
Леонід і Таня залишаються одні. Леонід використовує момент, щоб ще раз нагадати Тані про свої почуття. Таня його не слухає. Вона згадує, як дружно і щасливо вони жили колись. Тепер все це змінилося, тому що змінився Федір, якого всі дуже любили. Таня цікавиться, як до Федора відносяться на роботі. За словами Леоніда, Федір виробляє свою поведінку в житті. Таня вражена і розчарована.
Федір намагається заспокоїти Олену. Та дорікає чоловіку, що йому на неї начхати, що всі її ображають і ненавидять і що вона більше тут жити не бажає ні одного дня. Федір намагається виправдати Олену перед матір'ю. Але вона тільки шкодує, що син стає іншим, міщанином.
Приходять Олег і Геннадій, який ховав Олега в своїй кімнаті, поки не пройшов скандал. Гену забирає батько — збиратися додому. Входять Федір і Олена. Зав'язується обмін репліками, Олена у відповідь на необережне зауваження починає гнатися за Олегом і намагається побити його, Олег тікає на горище. Федір рознімає їх там. Коли Олена йде, Олег каже, що віддасть всі гроші за меблі, коли виросте і теж почне писати вірші за гроші і зауважує, що Федір плаче. Приходить Гена і дарує Олегу новий акваріум. Олег спочатку радіє, але, зрозумівши, що риби куплені на вкрадену Геннадієм у батька сотню, відмовляється від подарунка.
Олена просить Леоніда пустити їх з Федором до осені пожити до себе. Леонід згоден. Федір не рад переїзду. Гена просить у Федора борг сто рублів. Олена йому відмовляє, але через умовляння чоловіка все ж дає гроші. Гена приносить їй в заставу акордеон.
Коли Гена і Таня залишаються одні, той дарує Тані духи і зізнається в любові. Таня здивована красномовством Гени. Вона кличе його з батьком випити чаю перед від'їздом. Несподівано Гена публічно заявляє батькові, що вкрав у нього гроші, і віддає йому сотню. Олег біжить в коридор і приносить акваріум, подарований Геною, ставить його на місце колишнього.
За столом знову зав'язується суперечка. Клавдія Василівна впевнена, що Олена за речі продає кращі людські якості, що життя занадто коротке, щоб залишати все, до чого прагнеш, тільки для того, щоб обставити квартиру. Таня називає Олену «прірвою». Олена в шоці, вона каже, що вони її ніколи не зрозуміють і що їм краще жити поодинці. Клавдія Василівна проти Федіного переїзду. Федір коливається, але під тиском Олени і Леоніда поступається їм. Він віддає матері свій головний рукопис і просить зберегти його.
Лапшин в гніві, що Гена зізнався про гроші при всіх, хоче його побити, але той в перший раз не дається йому. Таня кличе Гену на майбутній рік в Москву, обіцяє написати. Леонід, Федір і Олена виїжджають.

## У ролях
- Валентина Сперантова — Клавдія Василівна Савіна
- Геннадій Пєчніков — Федір Савін
- Тетяна Надєждіна — Тетяна Савіна
- Володимир Землянікін — Микола Савін
- Олег Табаков — Олег Савін
- Лілія Толмачова — Олена, дружина Федора
- Євген Перов — Іван Микитович Лапшин
- Лев Круглий — Геннадій Лапшин
- Вікторія Духіна — Марина
- Роберт Чумак — Леонід Павлович
- Інна Гула — Фіра Канторович
- О. Савченко — Віра
- Олександра Данилова — Таїсія Миколаївна

## Знімальна група
- Режисери — Георгій Натансон, Анатолій Ефрос
- Сценарист — Віктор Розов
- Оператор — Віктор Домбровський
- Композитор — Антоніо Спадавеккіа
- Художник — Михайло Курилко-Рюмін